# Парневое (Харьковская область)
Парневое (укр.  Парневе) — село,
Ягодненский сельский совет,
Купянский район,
Харьковская область.
Село ликвидировано в 1982 году.

## Географическое положение
Село Парневое находится в урочище Парневое на расстоянии в 1 км на юг от села Ягодное и в 1-м км на северо-восток от села Кисловка.
В 3-х км протекает река Кобылка.

## История
- Село существовало ещё со времен царской России, было в собственности помещика Кочина.
- Начало развиваться после Великой Отечественной войны с образованием совхоза, своего расцвета достигло в 60-70-е годы. В селе насчитывалось около 40 дворов, с численностью населения около 200 человек. На территории села были свиноферма, птичник, фермы крупного рогатого скота, работал магазин.
- В конце 70-х годов, в связи с укрупнением в сельском хозяйстве и переносом всего хозяйства на территорию крупных сел, жители стали стремительно покидать село.
- Ликвидировано в 1982 году (из села выехала последняя семья).